# Takanori Nagase
Takanori Nagase, född den 14 oktober 1993 i Nagasaki, är en japansk judoutövare.
Nagase tog OS-brons i de olympiska judo-turneringarna vid olympiska sommarspelen 2016 i Rio de Janeiro i herrarnas halv mellanvikt. Vid olympiska sommarspelen 2020 i Tokyo tog Nagase guld i samma viktklass. Han var även en del av Japans lag som tog silver i den mixade lagtävlingen. Vid olympiska sommarspelen 2024 i Paris tog Nagase sitt andra OS-guld i 81 kg-klassen efter att ha besegrat georgiske Tato Grigalasjvili i finalen. Han var även en del av Japans lag som tog silver i mixedlag.